# Vattenfall Cyclassics 2010
Vattenfall Cyclassics 2010 var den 15. udgave af Vattenfall Cyclassics og gik over 225 km 15. august 2010 i og omkring Hamborg. Tyler Farrar vandt for andet år i træk.
Udover de 18 ProTour-hold var BMC Racing Team, Skil-Shimano og Vacansoleil inviteret til at deltage.

## Resultater
|    | Rytter               | Hold                 | Tid     |
| -- | -------------------- | -------------------- | ------- |
| 1  | Tyler Farrar         | Garmin-Transitions   | 5:02.36 |
| 2  | Edvald Boasson Hagen | Team Sky             | + 0.00  |
| 3  | André Greipel        | Team HTC-Columbia    | + 0.00  |
| 4  | Alexander Kristoff   | BMC Racing Team      | + 0.00  |
| 5  | Allan Davis          | Astana               | + 0.00  |
| 6  | Daniele Bennati      | Liquigas-Doimo       | + 0.00  |
| 7  | Tom Leezer           | Rabobank             | + 0.00  |
| 8  | Enrique Mata         | Footon-Servetto-Fuji | + 0.00  |
| 9  | Sébastien Hinault    | AG2R La Mondiale     | + 0.00  |
| 10 | Marco Marcato        | Vacansoleil          | + 0.00  |